# Partito Unionista Democratico (Sudan)
Il Partito Unionista Democratico (in arabo: الحزب الإتحادي الديموقراطي - Al Hizb Al-Ittihadi Al-Dimuqrati), anche indicato come Partito Unionista Democratico Originale, è un partito politico sudanese, strettamente legato all'ordine sufi Khatmiyyah. Viene considerato come uno dei partiti storici del Sudan e uno tra i maggiori, insieme al Partito della Nazione, ad aver condotto il Paese all'indipendenza e alle prime elezioni parlamentari democratiche.

## Storia
Il partito nacque nel 1952 sotto il nome di Partito Unionista Nazionale (NUP), fondato e inizialmente presieduto da Ismāʿīl al-Azharī. La matrice unionista del partito favoriva l'annessione con il vicino Egitto, al contrario di altri partiti indipendentisti che invece si posizionarono a favore di una completa indipendenza del Sudan.
Il partito si presentò alle prime elezioni parlamentari del 1953 e conquistò una vittoria schiacciante, che vide il candidato Ismāʿīl al-Azharī diventare il primo Primo Ministro della storia sudanese, ancora sotto dominio coloniale. Sotto l'egida di al-Azharī come capo del partito, il Sudan vide lo scoppio della guerra civile nel 1955, che portò all'indipendenza del Sudan nel 1956, dopo aver abbandonato la sua iniziale posizione sull'unione con l'Egitto.
A seguito del colpo di stato militare del 1958, guidato dal generale Ibrahim Abboud, il partito si sciolse e non poté restaurarsi fino alla caduta del regime nel 1964. Nel 1964 il Partito Unionista Nazionale poté riformarsi e al-Azharī fu rieletto come presidente del partito.
Nel 1967, il Partito Unionista Nazionale si fuse con il Partito Popolare Democratico (PDP), strettamente legato all'ordine sufi della Khatmiyya per formare l'attuale Partito Unionista Democratico. Fin dai suoi esordi, il partito fu caratterizzato da divisioni e fratture interne, derivanti in gran parte dalle diverse ideologie tra gli esponenti più laici e quelli tendenzialmente più tradizionalisti e settari. Dalla nascita del partito, il leader Muhammad Uthman al-Mirghani cercò di mantenere queste tensioni sotto controllo cercando di evitare posizioni nette su questioni politiche controverse, come la dibattuta applicazione della shari'a.
Le prime grandi elezioni del neonato Partito Unionista Democratico furono le elezioni parlamentari del 1986, quando il partito risultò secondo per numero di seggi e accettò un governo di coalizione con l'eletto Primo Ministro Sadiq al-Mahdi e il Partito della Nazione. Il Partito Unionista Democratico rimase parte della coalizione fino al 1988, quando si ritirò dal governo a causa del mancato riconoscimento del Trattato di Pace mediato con l'Esercito di Liberazione Sudanese (Sudan People's Liberation Army, SPLA), per poi rientrare nel 1989.
Il 30 giugno 1989, a seguito del colpo di stato di Omar al-Bashir, tutti i partiti politici furono sciolti, incluso il Partito Unionista Democratico. Da quel momento, il leader del partito al-Mirghani è fuggito in esilio in Egitto, dove è rimasto, consentendo ai suoi membri di decidere liberamente il grado di partecipazione alle elezioni centrali e statali.
Nella metà del giugno 1995 fu inaugurata una Conferenza dei gruppi di opposizione al Governo di Khartum nella città di Asmara. Tale incontro fu seguito, tra gli altri, da rappresentanti del Partito Unionista Democratico, dal Partito della Nazione e dal Movimento di Liberazione del Popolo Sudanese (Sudan People's Liberation Movement, SPLM). La Conferenza si concluse con la redazione di un comunicato con il quale i leader dell'opposizione si sarebbero impegnati a supportare il diritto di autodeterminazione di tutte le etnie sudanesi e ad implementare un governo decentralizzato, una volta che il regime di al-Bashir fosse caduto.
Caduto il regime nel 1998, il Partito Unionista Democratico successivamente boicottò le elezioni generali del 2000 a causa di presunte irregolarità e brogli. 
Nel marzo 2008 diversi membri di spicco del Partito Unionista Democratico annunciarono la loro defezione al National Congress Party (NCP), poco dopo l'avvio di un dialogo tra le due fazioni politiche in vista delle elezioni presidenziali del 2010. Nel frattempo erano in corso i preparativi per l'atteso ritorno dell'anziano leader Mohamed Othman al-Mirghani, dopo quasi 18 anni di autoimposto esilio in Egitto. Come la maggior parte degli altri partiti politici sudanesi negli ultimi anni, il Partito Unionista Democratico ha subito diverse scissioni interne, la più recente portò alla perdita di importanti membri che avevano fornito sostegno finanziario nel corso degli anni. Cinque fazioni portano ora il nome di Partito Unionista Democratico: il partito originale guidato da al-Mirghani, la Fazione DUP Hindi, la Fazione DUP Haj Mudawi, la Fazione DUP Mohamed Al-Azhari e la Fazione DUP Mirghani Abdel-Rahman. Ogni gruppo sosteneva di portare legittimamente il nome del Partito Unionista Democratico. In occasione delle elezioni presidenziali del 2010, le prime dopo 25 anni di regime militare e guerre civili, il partito inizialmente dichiarò di boicottare le elezioni a causa delle continue violenze nel Darfur. Grazie alla mediazione internazionale, il Partito Unionista Democratico e il Partito del Congresso Popolare (PCP) rientrarono alle elezioni. Il Partito Unionista Democratico ottenne 4 seggi su 450.
Il 22 novembre 2022 il veterano leader politico al-Mirghani rientrò a Khartum dall'Egitto dopo un esilio lungo più di un decennio, per opporsi ad un possibile accordo tra i gruppi pro-democrazia e i militari, per l'uscita di quest'ultimi dalla politica. In una dichiarazione filmata, al-Mirghani respinse un accordo giudicato frettoloso e con possibili ingerenze straniere e incaricò il figlio Jaafer al-Mirghani di serrare le file del partito come suo vice.

## Ideologia
Di orientamento secolarista, conservatore e liberal-socialista, il partito nacque dalla fusione di pensieri di matrice religiosa islamica e dalle esigenze dell'emergente classe mercantile all'epoca del colonialismo britannico. Il Partito Unionista Democratico attinge la maggior parte del suo consenso tra le fasce degli intellettuali, facoltosi affaristi e dalla classe agricola, traendo la sua forza principale dal musulmani del Sudan settentrionale e orientale. Fin dalla sua nascita, però, il partito è stato soggetto a varie scissioni, riorganizzazioni e unioni a causa delle varie divisioni settarie e ideologiche all'interno del partito stesso.
Nato durante l'occupazione coloniale anglo-egiziana del Sudan, il partito si inserì all'interno del dibattito sull'identità nazionale del Sudan e sul suo futuro politico. Mentre altri partiti, tra cui il Partito della Nazione, sostenevano una piena indipendenza del Sudan, l'allora Partito Unionista Nazionale nacque favoreggiando l'unione del Sudan con l'Egitto, posizione ultimamente respinta.
Da un punto di vista di politica interna, il Partito Unionista Democratico non differisce dalla linea ideologica del Partito della Nazione. AIcuni membri più tradizionalisti del partito, tuttavia, sembrano più vicini non solo ai Fratelli Musulmani per quanto riguarda lo status della shari'a, ma anche ad un'economia di libera impresa. In generale, il partito si è tradizionalmente schierato come favorevole ad uno Stato islamico.
Le divergenze con altri partiti, e soprattutto con il Partito della Nazione, sono particolarmente pronunciate per quanto riguarda la politica estera. Il Partito Unionista Democratico, e specialmente la sua frangia più vicina alla fazione Khatmiyyah, hanno storicamente favorito stretti legami con l'Egitto. Al contrario, il partito ha tradizionalmente cercato di limitare il più possibile i rapporti con la Libia e altri Stati arabi e musulmani.
Negli ultimi anni la posizione del partito ha iniziato a tendere verso un ruolo di mediazione, cercando di riallineare vecchi e nuovi partiti per affrontare le questioni sudanesi più ampie, come la transizione alla democrazia. 
Il partito continua ad avere relazioni stabili non solo con l'Egitto, bensì anche con il Movimento di Liberazione del Popolo del Sudan (Sudan People's Liberation Movement, o SPLM), incluso il suo braccio più militante (Sudan People's Liberation Army, SPLA), con cui aveva firmato un Trattato di Pace del novembre 1988 in Etiopia.